# Svend Westergaard
Pour les articles homonymes, voir Westergaard.
Svend Westergaard (né le 8 octobre 1922 à Copenhague - décédé le 22 juin 1988) est un compositeur et pédagogue danois.

## Biographie
Il était le fils du constructeur Svend Westergaard. Il avait obtenu à l'origine un diplôme de commerce, mais il avait aussi reçu une formation d'organiste et professeur de musique à l'Académie royale danoise de musique. En 1965, il a été nommé professeur et dans les années 1967 à 1971, il était le directeur de l'Académie. Son traité d'harmonie, qui a été publié en 1961, a été pendant de nombreuses années un ouvrage de référence pour l'enseignement de la théorie musicale.
Plusieurs de ses œuvres sont disponibles sur CD.

## Œuvres (liste incomplète)
- 1949 Quintette à vent nº 2 opus 15
- 1957 L'homme armé pour 16 instruments opus 22
- 1959 Capriccio pour violon et cordes
- 1961 Concerto pour violoncelle opus 26
- 1964 Pezzo concertante per orchestra
- 1966 Quatuor à cordes opus 28
- 1979 Sonate pour violoncelle solo opus 33